# Фредериксберг, Андрас
Андрас Фредериксберг (фар. Andras Frederiksberg, род. 2 декабря 1992) — фарерский футболист, полузащитник. В настоящее время выступает за «Скалу».

## Карьера
Андрас начал карьеру в футбольном клубе «Скала» в 2008 году. Играл за неё до конца сезона 2011 года, пока в зимнее межсезонье не перешёл в «НСИ». В новом клубе довольно часто выходил на поле и отыграл в нём два сезона. С начала сезона 2014 вновь выступает за родную «Скалу».